# Acer collinsona
Acer collinsona é uma espécie de árvore do gênero Acer, pertencente à família Aceraceae.